# Иверонов, Иван Александрович
Иван Александрович (Алексеевич) Иверонов (7 (19) марта 1867, Москва — 29 июля (11 августа) 1916, Москва) — русский геодезист, астроном и гравиметрист.

## Биография
Родился в семье дьякона Александра Иверонова, выпускника Московской духовной семинарии в 1856 году по первому разряду, и умершего в Москве в 1870 году. Старший брат Сергей (род. 1861) будущий известный казначей. Воспитывался в Московском пансионе М. Н. Мухановой.
Окончил Константиновский межевой институт в 1887 году. Проходил стажировку в Пулковской обсерватории и в подразделениях военно-топографической службы. С 1891 года стал преподавать астрономию и геодезию в Межевом институте; с 1894 года — адъюнкт-профессор, с февраля 1906 года — профессор по кафедре геодезии; кроме этого заведовал институтской обсерваторией. В 1909 году стал директором Московского сельскохозяйственного института. Одновременно читал курсы геодезии в Московском университете (с 1908 года — приват-доцент) и на Высших женских курсах. С ноября состоял ещё и сверхштатным ординарным профессором Московского коммерческого института, где читал курс землеустройства.
В 1892 году определил широты Москвы и шести уездных городов Московской губернии способом наблюдений зенитных звёзд пассажным инструментом, установленным в первом вертикале. В 1893 году производил наблюдения над качанием поворотных маятников в Пулкове, Москве, Подольске, Царицын и Дмитровее — результаты исследований аномалий московской аттракции были опубликованы «Наблюдения над качаниями поворотных маятников Репсольда». Русское географическое общество наградило его в 1893 году Малой серебряной медалью.
Совместно с А. Н. Биком написал «Курс низшей геодезии» (Типография Московского университета, 1908). В 1910 году «Общество взаимопомощи русских агрономов» издало его «Сборник лекций, читанных на Курсах для агрономов». В 1911 году появилось, написанное Ивероновым пособие, «Способ наименьших квадратов». Также ему принадлежит авторство книги «Московский сельскохозяйственный институт ко дню пятидесятилетия» (М., 1916).
Семья
Дочь Валентина Ивановна Иверонова (17 сентября 1908, Москва — 27 июля 1983, Москва) — известный физик.
Сын Иверонов Сергей Иванович служил в Главном управлении по делам кустарной и местной промышленности и промысловой кооперации в 1920—1923 годах.